# Покров день

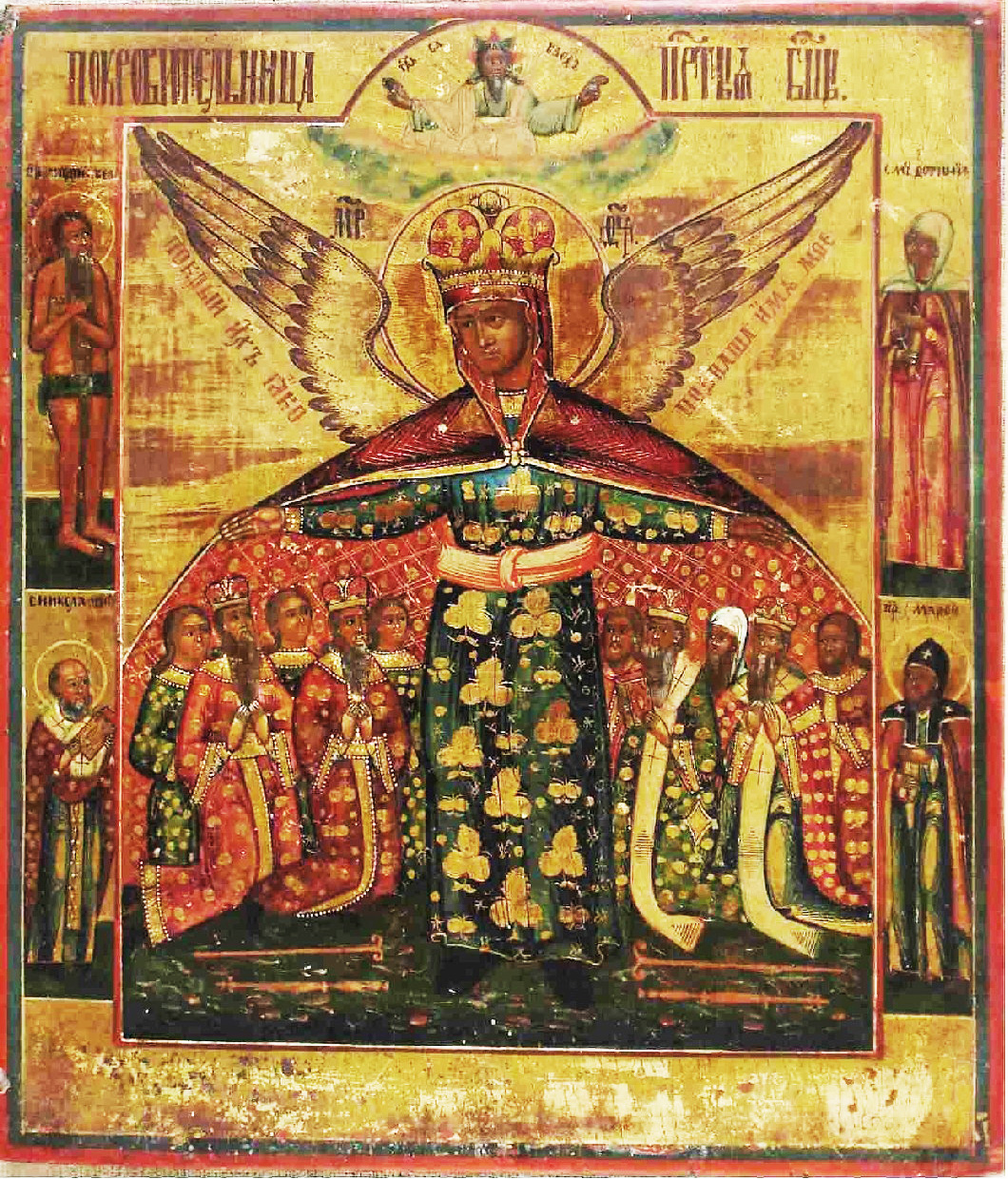
Ікона Божої Матері, звана «Покровителька». XIX ст.

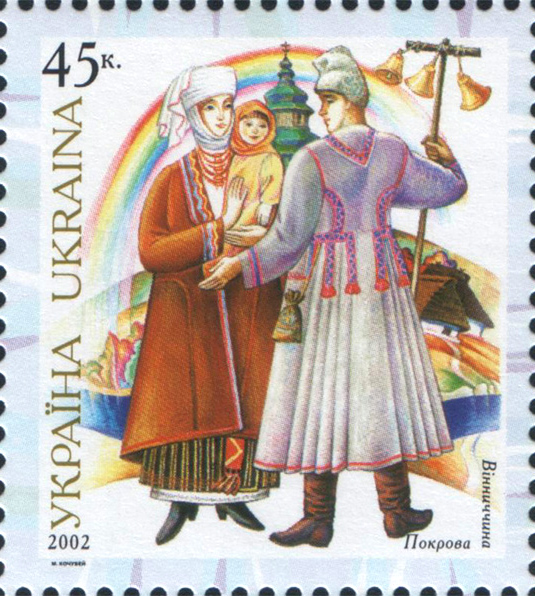
Марка України «Вінниччина. Покрова». 2002

Покров день (Покров, Покрова) — день у народному календарі, що припадає на 1 жовтня.
У народній традиції цей день відзначав зустріч осені з зимою, початок дівочих вечорниць і осіннього весільного сезону. Назва свята народна етимологія пов'язує з першим снігом, який «покривав» землю, вказуючи на близькість зимових холодів. Приблизно з цих днів починали топити в хатах в Україні та на півдні Росії, худобу більше не виганяли на пасовище, завершували всі польові і городні роботи. У Заонеж'ї з Покрова наступала селянська зима, починалися молодіжні зимові "вечорниці" .

## Інші назви
укр. Покрова, День зустрічі зими; рос. Первое зазимье, Засидки, День Романа Сладкопевца, Праздник урожая (старообр.), Покровá Богородицы, Покровá, Покров-Батюшка, Покровенье; біл. Трэцяя Прачыстая, Пакровы, серб. Покровица; пол. Św. Pokrowy.

## Традиції
У цей день жінки та дівчата Пресвятій Богородиці моляться про шлюб; Роману Солодкоспівця — про просвітлення розуму, навчання духовній грамоті і про допомогу в скрутному вченні; перед Касперовською іконою Божої Матері молилися при розслабленні, припадках, божевіллі; перед Барською іконою Божої Матері — при бідах, негараздах, а також про повернення полонених .
Свято встановлене православною церквою в пам'ять про видіння св. Андрію Юродивому у Влахернському храмі Константинополя Пресвятої Богородиці, що простягнула над обложеним містом і народом своє головне покривало . У народному осмисленні церковне свято Покрова Пресвятої Богородиці постає далеко відірваним від християнської легенди. Народ створив свою легенду про «страждаючу Богородицю», якій в одній з сіл відмовили у притулку, за що жителі були покарані пророком Іллею. Богородиця, що пожаліла людей врятувала їх, розгорнувши покривало над селом, після чого вони стали добрими і гостинними.
В Русі-Україні свято Покрова здавна пов'язували з початком зими і присвячували йому приказки: «На Покров земля снігом покривається, морозом одягається», «На Покров до обіду осінь, а після обіду зимушка-зима». Саме в цей день селяни починали конопатити хати, адже, за народною прикметою, сніг на Покрову — передвісник сніжної і холодної зими. День Покрови збігався з повним закінченням польових робіт і серйозною підготовкою до зими .
У селянському побуті саме слово «покров» відокремилося від церковної легенди і стало сприйматися як зв'язок зі звичаєм покривання жінкою голови після одруження. Ймовірно, побутове тлумачення слова «покров» було пов'язано з тим, що з цього дня наступала пора укладення шлюбів.
Дівчата, які бажали скоріше вступити в шлюб, в цей день рано вранці в церкві ставили свічку і примовляли: «Покров-батюшка, крій землю сніжком, а мене женишком». Напередодні самого свята дівчата вбиралися в поношений одяг — костюми дідів та бабусь, а на саме свято вбиралися «по-хорошому», ходили до рідних у гості. Дівчат винагороджували курячими яйцями.
На Покрову дівчата просили Діву Марію про шлюб і примовляли: «Покров пресвята Богородиця! Покрий мою переможну голівку перловим кокошником, золотим підзатильничком! Покров-батюшка, крій землю сніжком, а мене женишком! Бел сніг землю покриває, не мене, молоду, заміж споряджає». Або інакше: «Ти, Покров-Богородиця, покрій мене, дівчину, пеленою своєю — йти на чужу сторону! Введенье Мати-Богородиця, введи мене на чужу сторонушку! Стрітення Мати-Богородиця, зустрінь мене на чужій сторінці!». Іноді зверталися і до Параскеві П'ятниці: «Батюшка Покров, мою голову крій, матінка П'ятницю Параскева, покрий мене скоріше».
На свято Покрови дівчата, які хочуть шлюбу, зверталися з благанням про це до Параскеві П'ятниці: «Батюшка Покров, мою голову покрий, матінка П'ятницю Параскева, покрий мене скоріше»; «Матушка Параскева П'ятница, крій мене (або: направ мені женишка) поскоріше!». «Мати-Покров! покрий землю сніжком, мене молоду хусткою (або: женишком)». «Свята Пакрова, пакрый зямельку лісточкам, а галоўку — вяночкам» (білор.). Зв'язок днів Параскеви П'ятниці і Покрови як часу передбачення і закляття шлюбу, підкреслюється тим, що в ці дні дівчата також ворожать про своє майбутнє життя. У дівчат існувало повір'я: яка з них раніше поставить цього дня свічку, та раніше й одружиться, тому вони встають рано вранці і біжать до церкви ставити свічку святові.
Починалися регулярні дівочі посиденьки: «Зазим'я прийшло — засидження привело». У татар Середнього Уралу Покров (Бакирау) відкривав період молодіжних вечірніх посиденьок (кічтəн утиру) після закінчення польових робіт. Посиденьки на саме свято включали приготування вареної курки і пельменів (Бельмен) з капустою, а також ігри, хороводи й танці. У південно-західних удмуртів до Покрови (Пукро) нерідко було приурочено осіннє ряджені (пӧртмаськон, шир Сюан «мишача весілля») після закінчення польових робіт. Групи ряженої молоді обходили двори всього села з піснями (нерідко включали еротичні метафори) і жартівливими іграми.
Напередодні Покрови молоді сільські жінки спалювали в стодолі свої старі солом'яні ліжка. Цим охороняються молодиці від «призора недоброго ока». Баби спалювали в цей же самий час зношені за літо личаки, думаючи виконанням цього «додати собі ходу на зиму». Дітлахів обливали перед Покровом водою крізь решето, на порозі хати. Це робилося в оберігання від зимової застуди.
За народним календарем часу Покров і Казанська — це сезонні віхи: Покров — приморозки, Казанська — першозим'я, початок санного шляху. Аж до початку XX століття в нижньогородсько-самарському Поволжі існувало оповідання про те, що кожен рік в назимові жовтневі дні — «від Покрова до Казанської» — Богородиця ходить по землі з собором святих праведників, перевіряючи, чи весь урожай «зрушився» з полів до засіків .
З Покровом, також як і з Воздвиженням, пов'язувалися повір'я про відхід тварин на зиму: «На Покрову ховаються серед усіх плазунів — вужі і все» (зх.-пол. укр. На Покрову прикриваюцца ўси гадости — ужи и ўси). Волиняни вважали, що на Покров змії, на чолі з головним вужем, вилазять на ліщину, щоб востаннє перед зимівлею поглянути на небо. У східній Польщі (Підляшшя) вважали, що з цього дня борсуки йдуть в нори. Росіянами в Покров день відбувалися останні обряди похорону, або вигнання мух .
За народними повір'ями, з Покрова переставали «бродити і колобродити по лісах лісовики. При розставанні зі своєю свободою, лісовики ламають дерева, виривають з корінням кущі, розганяють звірів по норах, а потім і самі провалюються крізь землю до самої весни. Напередодні Покрови лісовики цілий день виють, намагаючись перекричати вітер; і ні мужик, і ні баба, ні хлопці малі не підійдуть в цей день до лісу — з боязні, щоб лісової господар не натішився над ними наостанок». «Лісовик — не свій брат, переламає кісточки не гірше ведмедя!».
"Існувало повір'я, що домовик забирає весь хліб у того, хто молотить в це свято. У селах, де на цей день варять пиво, селяни ставлять відерце пива на тік та залишають його там на кілька днів".

## Приказки та прикмети
- Між Покровою і Батьківською суботою зима не стає[25].
- Покров — не літо, а Благовіщення — не зима[26].
- Покров не літо, а Стрітення не зима[25].
- Прийшла Покровка — не дала молока корівка (біл. Прыйшла Пакроўка — не дала малака кароўка)[27].
- Якщо на Покрову буде багато осіннього бруду, зима стане через чотири седьмины[28].
- Спереду Покров, позаду Різдво[25].